# Shin Tae-yong
Shin Tae-yong ((신태용?, 申台龍?); Yeongdeok, 11 ottobre 1970) è un allenatore di calcio ed ex calciatore sudcoreano.

## Giocatore

### Club
Cresciuto nel Yeungnam University, nel 1991 viene acquistato dal Seongnam. Qui passerà la maggior parte della sua carriera. Nel 2004, dopo 296 presenze e 76 gol e 6 campionati con i giallo-blu, si trasferisce in Australia, al Brisbane Roar. All'esordio si infortuna alla caviglia e smetterà così di giocare.

### Allenatore
Gli stessi australiani lo assumono nel 2005 come allenatore del Brisbane Roar.
Nel 2008 viene richiamato in patria al Seongnam. Con i sudcoreani vince la AFC Champions League 2010. Nel dicembre 2010 è arrivato quarto al Mondiale per club.

## Statistiche

### Statistiche da allenatore

#### Club
Statistiche aggiornate al 23 maggio 2025. In grassetto le competizioni vinte.
| Stagione        | Squadra         | Campionato      | Campionato | Campionato | Campionato | Campionato | Coppe nazionali | Coppe nazionali | Coppe nazionali | Coppe nazionali | Coppe nazionali | Coppe continentali | Coppe continentali | Coppe continentali | Coppe continentali | Coppe continentali | Altre coppe | Altre coppe | Altre coppe | Altre coppe | Altre coppe | Totale | Totale | Totale | Totale | % Vittorie | Piazzamento |
| Stagione        | Squadra         | Comp            | G          | V          | N          | P          | Comp            | G               | V               | N               | P               | Comp               | G                  | V                  | N                  | P                  | Comp        | G           | V           | N           | P           | G      | V      | N      | P      | %          | Piazzamento |
| --------------- | --------------- | --------------- | ---------- | ---------- | ---------- | ---------- | --------------- | --------------- | --------------- | --------------- | --------------- | ------------------ | ------------------ | ------------------ | ------------------ | ------------------ | ----------- | ----------- | ----------- | ----------- | ----------- | ------ | ------ | ------ | ------ | ---------- | ----------- |
| 2009            | S. Ilhwa Chunma | K1              | 28+5       | 13+2       | 6+2        | 9+1        | CCS+CdL         | 5+7             | 4+4             | 1+2             | 0+1             | -                  | -                  | -                  | -                  | -                  | -           | -           | -           | -           | -           | 45     | 23     | 11     | 11     | 51,11      | 4°          |
| 2010            | S. Ilhwa Chunma | K1              | 28+2       | 13+1       | 9          | 6+1        | CCS+CdL         | 3+4             | 2+0             | 0+3             | 1+1             | ACL                | 12                 | 9                  | 0                  | 3                  | CmC         | 3           | 1           | 0           | 2           | 52     | 26     | 12     | 14     | 50,00      | 5°          |
| 2011            | S. Ilhwa Chunma | K1              | 30         | 9          | 8          | 13         | CCS+CdL         | 5+5             | 5+2             | 0+2             | 0+1             | -                  | -                  | -                  | -                  | -                  | -           | -           | -           | -           | -           | 40     | 16     | 10     | 14     | 40,00      | 10°         |
| 2012            | S. Ilhwa Chunma | K1              | 30+14      | 10+4       | 7+3        | 13+7       | CCS             | 2               | 1               | 0               | 1               | ACL                | 7                  | 2                  | 4                  | 1                  | -           | -           | -           | -           | -           | 53     | 17     | 14     | 22     | 32,08      | 11°         |
| Totale carriera | Totale carriera | Totale carriera | 137        | 52         | 35         | 50         |                 | 31              | 18              | 8               | 5               |                    | 19                 | 11                 | 4                  | 4                  |             | -           | -           | -           | -           | 187    | 81     | 47     | 59     | 43,32      |             |

#### Nazionale sudcoreana
| Squadra       | Naz                      | dal            | al               | dal           | al             | Record | Record | Record | Record | Record | Record | Record | Record     |
| Squadra       | Naz                      | dal            | al               | dal           | al             | G      | V      | N      | P      | GF     | GS     | DR     | % Vittorie |
| ------------- | ------------------------ | -------------- | ---------------- | ------------- | -------------- | ------ | ------ | ------ | ------ | ------ | ------ | ------ | ---------- |
| Corea del Sud | Corea del Sud (bandiera) | 18 agosto 2014 | 8 settembre 2014 | 4 luglio 2017 | 31 luglio 2018 | 23     | 8      | 6      | 9      | 29     | 29     | +0     | 34,78      |

#### Panchine da commissario tecnico della nazionale sudcoreana
| Cronologia completa delle presenze e delle reti in nazionale ― Corea del Sud | Cronologia completa delle presenze e delle reti in nazionale ― Corea del Sud | Cronologia completa delle presenze e delle reti in nazionale ― Corea del Sud | Cronologia completa delle presenze e delle reti in nazionale ― Corea del Sud | Cronologia completa delle presenze e delle reti in nazionale ― Corea del Sud | Cronologia completa delle presenze e delle reti in nazionale ― Corea del Sud | Cronologia completa delle presenze e delle reti in nazionale ― Corea del Sud | Cronologia completa delle presenze e delle reti in nazionale ― Corea del Sud |
| Data                                                                         | Città                                                                        | In casa                                                                      | Risultato                                                                    | Ospiti                                                                       | Competizione                                                                 | Reti                                                                         | Note                                                                         |
| ---------------------------------------------------------------------------- | ---------------------------------------------------------------------------- | ---------------------------------------------------------------------------- | ---------------------------------------------------------------------------- | ---------------------------------------------------------------------------- | ---------------------------------------------------------------------------- | ---------------------------------------------------------------------------- | ---------------------------------------------------------------------------- |
| 5-9-2014                                                                     | Bucheon                                                                      | Corea del Sud                                                                | 3 – 1                                                                        | Venezuela                                                                    | Amichevole                                                                   | Lee Myung-joo 2 Lee Dong-gook                                                | Cap: C.Y.Lee                                                                 |
| 8-9-2014                                                                     | Goyang                                                                       | Corea del Sud                                                                | 0 – 1                                                                        | Uruguay                                                                      | Amichevole                                                                   | -                                                                            | Cap: C.Y.Lee                                                                 |
| 31-8-2017                                                                    | Seul                                                                         | Corea del Sud                                                                | 0 – 0                                                                        | Iran                                                                         | Qual. Mondiali 2018                                                          | -                                                                            | Cap: Y.G.Kim                                                                 |
| 5-9-2017                                                                     | Tashkent                                                                     | Uzbekistan                                                                   | 0 – 0                                                                        | Corea del Sud                                                                | Qual. Mondiali 2018                                                          | -                                                                            | Cap: Y.G.Kim                                                                 |
| 7-10-2017                                                                    | Mosca                                                                        | Russia                                                                       | 4 – 2                                                                        | Corea del Sud                                                                | Amichevole                                                                   | Kwon Kyung-won Ji Dong-won                                                   | Cap: H.S.Jang                                                                |
| 10-10-2017                                                                   | Bienne                                                                       | Corea del Sud                                                                | 1 – 3                                                                        | Marocco                                                                      | Amichevole                                                                   | Son Heung-min (rig.)                                                         | Cap: S.Y.Ki                                                                  |
| 10-11-2017                                                                   | Suwon                                                                        | Corea del Sud                                                                | 2 – 1                                                                        | Colombia                                                                     | Amichevole                                                                   | 2 Son Heung-min                                                              | Cap: S.Y.Ki                                                                  |
| 14-11-2017                                                                   | Ulsan                                                                        | Corea del Sud                                                                | 1 – 1                                                                        | Serbia                                                                       | Amichevole                                                                   | Koo Ja-cheol (rig.)                                                          | Cap: S.Y.Ki                                                                  |
| 9-12-2017                                                                    | Tokyo                                                                        | Corea del Sud                                                                | 2 – 2                                                                        | Cina                                                                         | Coppa dell'Asia orientale 2017                                               | Kim Shin-wook Lee Jae-sung                                                   | Cap: H.S.Jang                                                                |
| 12-12-2017                                                                   | Tokyo                                                                        | Corea del Nord                                                               | 0 – 1                                                                        | Corea del Sud                                                                | Coppa dell'Asia orientale 2017                                               | autorete                                                                     | Cap: H.S.Jang                                                                |
| 16-12-2017                                                                   | Tokyo                                                                        | Giappone                                                                     | 1 – 4                                                                        | Corea del Sud                                                                | Coppa dell'Asia orientale 2017                                               | 2 Kim Shin-wook Jung Woo-young Yeom Ki-hun                                   | Cap: H.S.Jang                                                                |
| 27-1-2018                                                                    | Adalia                                                                       | Moldavia                                                                     | 0 – 1                                                                        | Corea del Sud                                                                | Amichevole                                                                   | Kim Shin-wook                                                                |                                                                              |
| 30-1-2018                                                                    | Adalia                                                                       | Corea del Sud                                                                | 2 – 2                                                                        | Giamaica                                                                     | Amichevole                                                                   | 2 Kim Shin-wook                                                              | Cap: H.S.Jang                                                                |
| 3-2-2018                                                                     | Adalia                                                                       | Corea del Sud                                                                | 1 – 0                                                                        | Lettonia                                                                     | Amichevole                                                                   | Kim Shin-wook                                                                | Cap: S.H.Jung                                                                |
| 24-3-2018                                                                    | Belfast                                                                      | Irlanda del Nord                                                             | 2 – 1                                                                        | Corea del Sud                                                                | Amichevole                                                                   | Kwon Chang-hoon                                                              | Cap: S.Y.Ki                                                                  |
| 27-3-2018                                                                    | Varsavia                                                                     | Polonia                                                                      | 3 – 2                                                                        | Corea del Sud                                                                | Amichevole                                                                   | Lee Chang-min Hwang Hee-chan                                                 | Cap: S.Y.Ki                                                                  |
| 28-5-2018                                                                    | Daegu                                                                        | Corea del Sud                                                                | 2 – 0                                                                        | Honduras                                                                     | Amichevole                                                                   | Son Heung-Min Moon Seon-min                                                  | Cap: H.M.Son                                                                 |
| 1-6-2018                                                                     | Jeonju                                                                       | Corea del Sud                                                                | 1 – 3                                                                        | Bosnia ed Erzegovina                                                         | Amichevole                                                                   | Lee Jae-sung                                                                 | Cap: S.Y.Ki                                                                  |
| 7-6-2018                                                                     | Innsbruck                                                                    | Corea del Sud                                                                | 0 – 0                                                                        | Bolivia                                                                      | Amichevole                                                                   | -                                                                            | Cap: S.Y.Ki                                                                  |
| 11-6-2018                                                                    | Grodig                                                                       | Senegal                                                                      | 2 – 0                                                                        | Corea del Sud                                                                | Amichevole                                                                   | -                                                                            | Cap: S.Y.Ki                                                                  |
| 18-6-2018                                                                    | Nižnij Novgorod                                                              | Svezia                                                                       | 1 – 0                                                                        | Corea del Sud                                                                | Mondiali 2018 - 1º turno                                                     | -                                                                            | Cap: S.Y.Ki                                                                  |
| 23-6-2018                                                                    | Rostov sul Don                                                               | Corea del Sud                                                                | 1 – 2                                                                        | Messico                                                                      | Mondiali 2018 - 1º turno                                                     | Son Heung-Min                                                                | Cap: S.Y.Ki                                                                  |
| 27-6-2018                                                                    | Kazan'                                                                       | Corea del Sud                                                                | 2 – 0                                                                        | Germania                                                                     | Mondiali 2018 - 1º turno                                                     | Kim Young-gwon Son Heung-Min                                                 | Cap: H.M.Son                                                                 |
| Totale                                                                       |                                                                              | Presenze                                                                     | 23                                                                           |                                                                              | Reti                                                                         | 29                                                                           |                                                                              |

#### Nazionale indonesiana
Statistiche aggiornate al 18 dicembre 2023.
| Squadra   | Naz                  | dal             | al             | Record | Record | Record | Record     | Record | Record | Record | Record |
| G         | V                    | N               | P              | GF     | GS     | DR     | % Vittorie |        |        |        |        |
| --------- | -------------------- | --------------- | -------------- | ------ | ------ | ------ | ---------- | ------ | ------ | ------ | ------ |
| Indonesia | Indonesia (bandiera) | 1º gennaio 2020 | 6 gennaio 2025 | 56     | 24     | 15     | 17         | 104    | 80     | +24    | 42,86  |

#### Panchine da commissario tecnico della nazionale indonesiana
| Cronologia completa delle presenze e delle reti in nazionale ― Indonesia | Cronologia completa delle presenze e delle reti in nazionale ― Indonesia | Cronologia completa delle presenze e delle reti in nazionale ― Indonesia | Cronologia completa delle presenze e delle reti in nazionale ― Indonesia | Cronologia completa delle presenze e delle reti in nazionale ― Indonesia | Cronologia completa delle presenze e delle reti in nazionale ― Indonesia | Cronologia completa delle presenze e delle reti in nazionale ― Indonesia                                 | Cronologia completa delle presenze e delle reti in nazionale ― Indonesia |
| Data                                                                     | Città                                                                    | In casa                                                                  | Risultato                                                                | Ospiti                                                                   | Competizione                                                             | Reti | Note                                                                     |
| ------------------------------------------------------------------------ | ------------------------------------------------------------------------ | ------------------------------------------------------------------------ | ------------------------------------------------------------------------ | ------------------------------------------------------------------------ | ------------------------------------------------------------------------ | --- | ------------------------------------------------------------------------ |
| 25-5-2021                                                                | Dubai                                                                    | Indonesia                                                                | 2 – 3                                                                    | Afghanistan                                                              | Amichevole                                                               | Egy Maulana Adam Setyano                                                                                 |                                                                          |
| 29-5-2021                                                                | Dubai                                                                    | Indonesia                                                                | 1 – 3                                                                    | Oman                                                                     | Amichevole                                                               | Evan Dimas                                                                                               | Cap: E.Dimas                                                             |
| 3-6-2021                                                                 | Dubai                                                                    | Thailandia                                                               | 2 – 2                                                                    | Indonesia                                                                | Qual. Mondiali 2022                                                      | Kadek Agung Evan Dimas                                                                                   | Cap: E.Dimas                                                             |
| 7-6-2021                                                                 | Dubai                                                                    | Vietnam                                                                  | 4 – 0                                                                    | Indonesia                                                                | Qual. Mondiali 2022                                                      | - | Cap: E.Dimas                                                             |
| 11-6-2021                                                                | Dubai                                                                    | Indonesia                                                                | 0 – 5                                                                    | Emirati Arabi Uniti                                                      | Qual. Mondiali 2022                                                      | - | Cap: E.Dimas                                                             |
| 7-10-2021                                                                | Buriram                                                                  | Indonesia                                                                | 2 – 1                                                                    | Taipei cinese                                                            | Qual. Coppa d'Asia 2023                                                  | Ramai Rumakiek Evan Dimas                                                                                | Cap: E.Dimas                                                             |
| 11-10-2021                                                               | Buriram                                                                  | Taipei cinese                                                            | 0 – 3                                                                    | Indonesia                                                                | Qual. Coppa d'Asia 2023                                                  | Egy Maulana Ricky Kambuaya Witan Sulaeman                                                                | Cap: E.Dimas                                                             |
| 16-11-2021                                                               | Kabul                                                                    | Afghanistan                                                              | 1 – 0                                                                    | Indonesia                                                                | Amichevole                                                               | - | Cap: E.Dimas                                                             |
| 25-11-2021                                                               | Adalia                                                                   | Indonesia                                                                | 4 – 1                                                                    | Birmania                                                                 | Amichevole                                                               | Ricky Kambuaya Irfan Jaya Witan Sulaeman Ezra Walian (rig.)                                              | Cap: E.Dimas                                                             |
| 9-12-2021                                                                | Singapore                                                                | Indonesia                                                                | 4 – 2                                                                    | Cambogia                                                                 | AFF Cup 2020 - 1º turno                                                  | 2 Rachmat Irianto Evan Dimas Ramai Rumakiek                                                              | Cap: E.Dimas                                                             |
| 12-12-2021                                                               | Singapore                                                                | Laos                                                                     | 1 – 5                                                                    | Indonesia                                                                | AFF Cup 2020 - 1º turno                                                  | Asnawi Mangkualam (rig.) Irfan Jaya Witan Sulaeman Ezra Walian Evan Dimas                                | Cap: E.Dimas                                                             |
| 15-12-2021                                                               | Singapore                                                                | Indonesia                                                                | 0 – 0                                                                    | Vietnam                                                                  | AFF Cup 2020 - 1º turno                                                  | - | Cap: A.Mangkualam                                                        |
| 19-12-2021                                                               | Singapore                                                                | Malaysia                                                                 | 1 – 4                                                                    | Indonesia                                                                | AFF Cup 2020 - 1º turno                                                  | 2 Irfan Jaya Pratama Arhan Elkan Baggott                                                                 | Cap: A.Mangkualam                                                        |
| 22-12-2021                                                               | Singapore                                                                | Singapore                                                                | 1 – 1                                                                    | Indonesia                                                                | AFF Cup 2020 - Semifinale                                                | Witan Sulaeman                                                                                           | Cap: A.Mangkualam                                                        |
| 25-12-2021                                                               | Singapore                                                                | Indonesia                                                                | 4 – 2 dts                                                                | Singapore                                                                | AFF Cup 2020 - Semifinale                                                | Ezra Walian Pratama Arhan autorete Egy Maulana                                                           | Cap: A.Mangkualam                                                        |
| 29-12-2021                                                               | Singapore                                                                | Indonesia                                                                | 0 – 4                                                                    | Thailandia                                                               | AFF Cup 2020 - Finale                                                    | - | Cap: A.Mangkualam                                                        |
| 1-1-2022                                                                 | Singapore                                                                | Thailandia                                                               | 2 – 2                                                                    | Indonesia                                                                | AFF Cup 2020 - Finale                                                    | Ricky Kambuaya Egy Maulana                                                                               | Cap: A.Mangkualam                                                        |
| 27-1-2022                                                                | Gianyar                                                                  | Indonesia                                                                | 4 – 1                                                                    | Timor Est                                                                | Amichevole                                                               | Ricky Kambuaya Pratama Arhan (rig.) 2 autorete                                                           | Cap: E.Dimas                                                             |
| 30-1-2022                                                                | Gianyar                                                                  | Indonesia                                                                | 3 – 0                                                                    | Timor Est                                                                | Amichevole                                                               | Terens Puhiri Ramai Rumakiek Ricky Kambuaya                                                              | Cap: F.Aryanto                                                           |
| 1-6-2022                                                                 | Bandung                                                                  | Indonesia                                                                | 0 – 0                                                                    | Bangladesh                                                               | Amichevole                                                               | - | Cap: F.Aryanto                                                           |
| 8-6-2022                                                                 | Al Kuwait                                                                | Kuwait                                                                   | 1 – 2                                                                    | Indonesia                                                                | Qual. Coppa d'Asia 2023                                                  | Marc Klok (rig.) Rachmat Irianto                                                                         | Cap: F.Aryanto                                                           |
| 11-6-2022                                                                | Al Kuwait                                                                | Indonesia                                                                | 0 – 1                                                                    | Giordania                                                                | Qual. Coppa d'Asia 2023                                                  | - | Cap: F.Aryanto                                                           |
| 14-6-2022                                                                | Al Kuwait                                                                | Indonesia                                                                | 7 – 0                                                                    | Nepal                                                                    | Qual. Coppa d'Asia 2023                                                  | Dimas Drajad 2 Witan Sulaeman Fachruddin Aryanto Saddil Ramdani Elkan Baggott Marselino Ferdinan         | Cap: F.Aryanto                                                           |
| 24-9-2022                                                                | Bandung                                                                  | Indonesia                                                                | 3 – 2                                                                    | Curaçao                                                                  | Amichevole                                                               | Marc Klok Fachruddin Aryanto Dimas Drajad                                                                | Cap: F.Aryanto                                                           |
| 27-9-2022                                                                | Bekasi                                                                   | Indonesia                                                                | 2 – 1                                                                    | Curaçao                                                                  | Amichevole                                                               | Dimas Drajad Dendy Sulistyawan                                                                           | Cap: R.Irianto                                                           |
| 23-12-2022                                                               | Giacarta                                                                 | Indonesia                                                                | 2 – 1                                                                    | Cambogia                                                                 | AFF Cup 2022 - 1º turno                                                  | Egy Maulana Witan Sulaeman                                                                               | Cap: F.Aryanto                                                           |
| 26-12-2022                                                               | Kuala Lumpur                                                             | Brunei                                                                   | 0 – 7                                                                    | Indonesia                                                                | AFF Cup 2022 - 1º turno                                                  | Syahrian Abimanyu Dendy Sulistyawan Egy Maulana Ilija Spasojević Ramadhan Sananta Marc Klok Yakob Sayuri | Cap: A.Mangkualam                                                        |
| 29-12-2022                                                               | Bekasi                                                                   | Indonesia                                                                | 1 – 1                                                                    | Thailandia                                                               | AFF Cup 2022 - 1º turno                                                  | Marc Klok (rig.)                                                                                         | Cap: F.Aryanto                                                           |
| 2-1-2023                                                                 | Manila                                                                   | Filippine                                                                | 1 – 2                                                                    | Indonesia                                                                | AFF Cup 2022 - 1º turno                                                  | Dendy Sulistyawan Marselino Ferdinan                                                                     | Cap: F.Aryanto                                                           |
| 6-1-2023                                                                 | Giacarta                                                                 | Indonesia                                                                | 0 – 0                                                                    | Vietnam                                                                  | AFF Cup 2022 - Semifinale                                                | - | Cap: F.Aryanto                                                           |
| 9-1-2023                                                                 | Hanoi                                                                    | Vietnam                                                                  | 2 – 0                                                                    | Indonesia                                                                | AFF Cup 2022 - Semifinale                                                | - | Cap: F.Aryanto                                                           |
| 25-3-2023                                                                | Bekasi                                                                   | Indonesia                                                                | 3 – 1                                                                    | Burundi                                                                  | Amichevole                                                               | Yakob Sayuri Dendy Sulistyawan Rizky Ridho                                                               | Cap: A.Mangkualam                                                        |
| 28-3-2023                                                                | Bekasi                                                                   | Indonesia                                                                | 2 – 2                                                                    | Burundi                                                                  | Amichevole                                                               | Witan Sulaeman Jordi Amat                                                                                | Cap: D.Sulistyawan                                                       |
| 14-6-2023                                                                | Surabaya                                                                 | Indonesia                                                                | 0 – 0                                                                    | Palestina                                                                | Amichevole                                                               | - | Cap: A.Mangkualam                                                        |
| 19-6-2023                                                                | Giacarta                                                                 | Indonesia                                                                | 0 – 2                                                                    | Argentina                                                                | Amichevole                                                               | - | Cap: A.Mangkualam                                                        |
| 8-9-2023                                                                 | Surabaya                                                                 | Indonesia                                                                | 2 – 0                                                                    | Turkmenistan                                                             | Amichevole                                                               | Dendy Sulistyawan Egy Maulana                                                                            | Cap: A.Mangkualam                                                        |
| 12-10-2023                                                               | Giacarta                                                                 | Indonesia                                                                | 6 – 0                                                                    | Brunei                                                                   | Qual. Mondiali 2026                                                      | 3 Dimas Drajad Rizky Ridho 2 Ramadhan Sananta 1 (rig.)                                                   | Cap: A.Mangkualam                                                        |
| 17-10-2023                                                               | Bandar Seri Begawan                                                      | Brunei                                                                   | 0 – 6                                                                    | Indonesia                                                                | Qual. Mondiali 2026                                                      | 2 Hokky Caraka Egy Maulana Witan Sulaeman Rizky Ridho Ramadhan Sananta                                   | Cap: F.Aryanto                                                           |
| 16-11-2023                                                               | Basra                                                                    | Iraq                                                                     | 5 – 1                                                                    | Indonesia                                                                | Qual. Mondiali 2026                                                      | Shayne Pattynama                                                                                         | Cap: A.Mangkualam                                                        |
| 21-11-2023                                                               | Manila                                                                   | Filippine                                                                | 1 – 1                                                                    | Indonesia                                                                | Qual. Mondiali 2026                                                      | Saddil Ramdani                                                                                           | Cap: A.Mangkualam                                                        |
| 2-1-2024                                                                 | Adalia                                                                   | Indonesia                                                                | 0 – 4                                                                    | Libia                                                                    | Amichevole                                                               | - | Cap: M.Klok                                                              |
| 5-1-2024                                                                 | Adalia                                                                   | Indonesia                                                                | 1 – 2                                                                    | Libia                                                                    | Amichevole                                                               | Yakob Sayuri                                                                                             | Cap: J.Amat                                                              |
| 9-1-2024                                                                 | Al Rayyan                                                                | Indonesia                                                                | 0 – 5                                                                    | Iran                                                                     | Amichevole                                                               | - |                                                                          |
| 15-1-2024                                                                | Al Rayyan                                                                | Indonesia                                                                | 1 – 3                                                                    | Iraq                                                                     | Coppa d'Asia 2023 - 1º turno                                             | Marselino Ferdinan                                                                                       | Cap: A.Mangkualam                                                        |
| 19-1-2024                                                                | Doha                                                                     | Vietnam                                                                  | 0 – 1                                                                    | Indonesia                                                                | Coppa d'Asia 2023 - 1º turno                                             | Asnawi Mangkualam (rig.)                                                                                 | Cap: A.Mangkualam                                                        |
| 24-1-2024                                                                | Doha                                                                     | Giappone                                                                 | 3 – 1                                                                    | Indonesia                                                                | Coppa d'Asia 2023 - 1º turno                                             | Sandy Walsh                                                                                              | Cap: J.Amat                                                              |
| 28-1-2024                                                                | Doha                                                                     | Australia                                                                | 4 – 0                                                                    | Indonesia                                                                | Coppa d'Asia 2023 - Ottavi di finale                                     | - | Cap: A.Mangkualam                                                        |
| 21-3-2024                                                                | Giacarta                                                                 | Indonesia                                                                | 1 – 0                                                                    | Vietnam                                                                  | Qual. Mondiali 2026                                                      | Egy Vikri                                                                                                | Cap: R.Ridho                                                             |
| 26-3-2024                                                                | Hanoi                                                                    | Vietnam                                                                  | 0 – 3                                                                    | Indonesia                                                                | Qual. Mondiali 2026                                                      | Jay Idzes Ragnar Oratmangoen Ramadhan Sananta                                                            | Cap: A.Mangkualam                                                        |
| 2-6-2024                                                                 | Jakarta                                                                  | Indonesia                                                                | 0 – 0                                                                    | Tanzania                                                                 | Amichevole                                                               | - | Cap: A.Mangkualam                                                        |
| 6-6-2024                                                                 | Jakarta                                                                  | Indonesia                                                                | 0 – 2                                                                    | Iraq                                                                     | Qual. Mondiali 2026                                                      | - | Cap: J.Amat                                                              |
| 11-6-2024                                                                | Jakarta                                                                  | Indonesia                                                                | 2 – 0                                                                    | Filippine                                                                | Qual. Mondiali 2026                                                      | Thom Haye Rizky Ridho                                                                                    | Cap: A.Mangkualam                                                        |
| 5-9-2024                                                                 | Jeddah                                                                   | Arabia Saudita                                                           | 1 – 1                                                                    | Indonesia                                                                | Qual. Mondiali 2026                                                      | Ragnar Oratmangoen                                                                                       | Cap: J.Idzes                                                             |
| 10-9-2024                                                                | Jakarta                                                                  | Indonesia                                                                | 0 – 0                                                                    | Australia                                                                | Qual. Mondiali 2026                                                      | - | Cap: J.Idzes                                                             |
| 10-10-2024                                                               | Riffa                                                                    | Bahrein                                                                  | 2 – 2                                                                    | Indonesia                                                                | Qual. Mondiali 2026                                                      | Ragnar Oratmangoen Rafael Struick                                                                        | Cap: J.Idzes                                                             |
| 15-10-2024                                                               | Qingdao                                                                  | Cina                                                                     | 2 – 1                                                                    | Indonesia                                                                | Qual. Mondiali 2026                                                      | Thom Haye                                                                                                | Cap: J.Idzes                                                             |
| Totale                                                                   |                                                                          | Presenze                                                                 | 56                                                                       |                                                                          | Reti                                                                     | 104 |                                                                          |

## Palmarès

### Giocatore

#### Competizioni nazionali
- K-League: 6

Seongnam: 1993, 1994, 1995, 2001, 2002, 2003

### Allenatore

#### Competizioni internazionali
- AFC Champions League: 1

Seongnam: 2010